# آرجی‌آر نبیسکو
آرجی‌آر نبیسکو (انگلیسی: RJR Nabisco) شرکت صنایع غذایی آمریکایی بود، که در سال ۱۹۸۶ تأسیس شد.